# هرمان باومان (مصارع رياضي)
هرمان باومان هو مصارع رياضي سويسري، ولد في 23 يناير 1921 في سويسرا.

## وصلات خارجية
- هرمان باومان على موقع قاعدة بيانات المصارعة الدولية (الإنجليزية)
- هرمان باومان على موقع اللجنة الأولمبية الدولية (الإنجليزية)
- هرمان باومان على موقع أوليمبيديا (الإنجليزية)